# Музей истории авиационного двигателестроения и ремонта
Музе́й исто́рии авиацио́нного двигателестрое́ния и ремо́нта — музей ОАО «218 Авиационный ремонтный завод» в Гатчине (Ленинградская область). Расположен в бывших заводских корпусах в историческом здании придворно-конюшенной части (архитектор Николай Дмитриев).
Открытие состоялось в августе 2002 года и было приурочено к празднованию 90-летия образования ВВС России.
На площади в 800 квадратных метров разместились 17 полномасштабных макетов авиационных турбореактивных, турбовинтовых, турбовальных двигателей послевоенного производства, ремонтировавшихся ранее или ремонтирующихся в настоящее время на 218 АРЗ и других заводах авиаремонтной сети ВВС РФ.
Макеты выполнены на базе настоящих авиационных двигателей, списанных по каким-либо причинам с летной эксплуатации и специально подготовленных для экспозиции в музее.
В настоящее время музей преобразован в Учебно-исторический класс авиационного двигателестроения и ремонта, где представлены авиационные двигатели 7 конструкторских бюро-разработчиков (заводов-изготовителей). Также открыта информационная постоянная выставка, где представлены современные достижения авиаремонтных заводов ВВС в области ремонта авиационной техники.
В музее размещены 17 полномасштабных макетов авиационных турбореактивных, турбовинтовых, турбовальных двигателей.